# Натхо, Адам Черимович
Ада́м Чери́мович Натхо́ (14 февраля 1959, Тахтамукай, Адыгейская АО, Краснодарский край) — советский и российский футболист, за время карьеры игравший на позициях защитника, полузащитника и нападающего, российский футбольный тренер. С 2008 года занимает должность генерального директора в майкопской «Дружбе».
Закончил Кубанский политехнический институт.

## Карьера

### Клубная
Воспитанник кубанского футбола. С 1980 по 1983 год выступал в составе «Кубани», за которую сыграл 6 матчей в Высшей лиге в сезоне 1981 года, 3 матча в Кубке СССР в сезоне 1982 года и 28 матчей за дубль, в которых забил 5 мячей. С 1984 года выступал за майкопскую «Дружбу», в которой и завершил профессиональную карьеру в 1995 году, проведя за это время 180 матчей, в которых забил 20 мячей в ворота соперников. В 1998 году выступал в качестве играющего тренера в клубе КФК «Урожай» из посёлка Тульский. В 2001 году сыграл 11 матчей и забил 1 гол в качестве играющего тренера «Дружбы».

### Тренерская
Ещё до завершения карьеры игрока занялся тренерской деятельностью, с 1992 по 1994 год руководил в Израиле клубом «Хапоэль» из Кфар-Камы, куда сначала приехал выступать в качестве игрока, но затем согласился на предложение руководства клуба возглавить команду. В 1998 году работал в качестве играющего тренера в любительском клубе чемпионата Краснодарского края «Урожай» из посёлка Тульский. В 1999 году возглавил «Дружбу», которой сначала руководил до 2001 года (в том числе и в качестве играющего тренера), а затем с 2002 по 2005 год и с 2007 по 2008 год. В начале 2008 года перешёл на административную работу, став генеральным директором клуба, до конца года совмещал эту должность с работой главного тренера, а в 2009 году оставил тренерский пост, передав его Софербию Ешугову, и теперь работает только генеральным директором «Дружбы».

## Личная жизнь
Жена Светлана, трое детей — две дочери: Марина и Алина, и сын Амир — футболист.
Израильский футболист Бибрас Натхо — дальний родственник Адама Натхо.